# Islas del Pasaje (Malvinas)

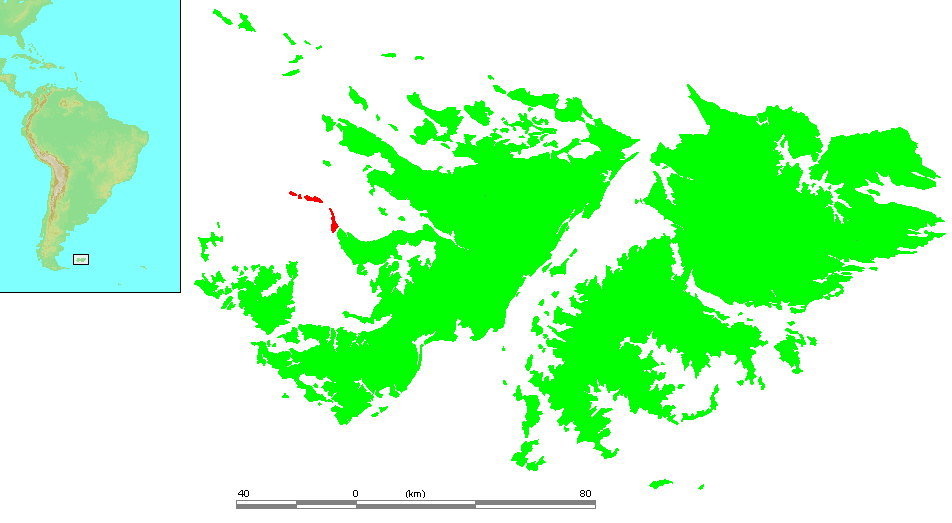
Localización de las Islas del Pasaje.

Las islas del Pasaje (en inglés: Passage Islands) son un grupo de islas que forman parte del archipiélago de las islas Malvinas. Se hallan al oeste de la isla Gran Malvina, entre la bahía San Julián y la bahía 9 de Julio. El grupo está conformado por la isla San Julián (First Island), isla Segunda (Second Island), isla Tercera (Third Island), isla Cuarta (Fourth Island) y la roca Vela (Sail Rock). Las islas fueron consideradas por BirdLife International como un área importante para las aves.
Son administradas por el Reino Unido como parte del territorio de ultramar de las Islas Malvinas, pero son asimismo reclamadas por la República Argentina que las considera parte del departamento Islas del Atlántico Sur dentro de la provincia de Tierra del Fuego, Antártida e Islas del Atlántico Sur.